# Eupanacra
Eupanacra is een geslacht van vlinders uit de onderfamilie Macroglossinae van de familie pijlstaarten (Sphingidae).

## Soorten
- E. angulata (Clark, 1923)
- E. automedon (Walker, 1856)
- E. busiris (Walker, 1856)
- E. cadioui Hogenes & Treadaway, 1993
- E. dohertyi Rothschild, 1894
- E. elegantulus Herrich-Schäffer, 1856
- E. greetae Cadiou & Holloway, 1989
- E. harmani Cadiou & Holloway, 1989
- E. hollandiae Clark, 1931
- E. hollowayi Tennent, 1991
- E. kualalumpuri Clark, 1935
- E. malayana (Rothschild & Jordan, 1903)
- E. metallica (Butler, 1875)
- E. micholitzi (Rothschild & Jordan, 1893)
- E. moseri Gehlen, 1930
- E. mydon (Walker, 1856)
- E. niasana Clark, 1923
- E. perfecta (Butler, 1875)
- E. poulardi Cadiou & Holloway, 1989
- E. psaltria (Jordan, 1923)
- E. pulchella (Rothschild & Jordan, 1907)
- E. radians (Gehlen, 1930)
- E. regularis (Butler, 1875)
- E. sinuata (Rothschild & Jordan, 1903)
- E. splendens (Rothschild, 1894)
- E. tiridates (Boisduval, 1875)
- E. treadawayi Cadiou, 1995
- E. variolosa (Walker, 1956)

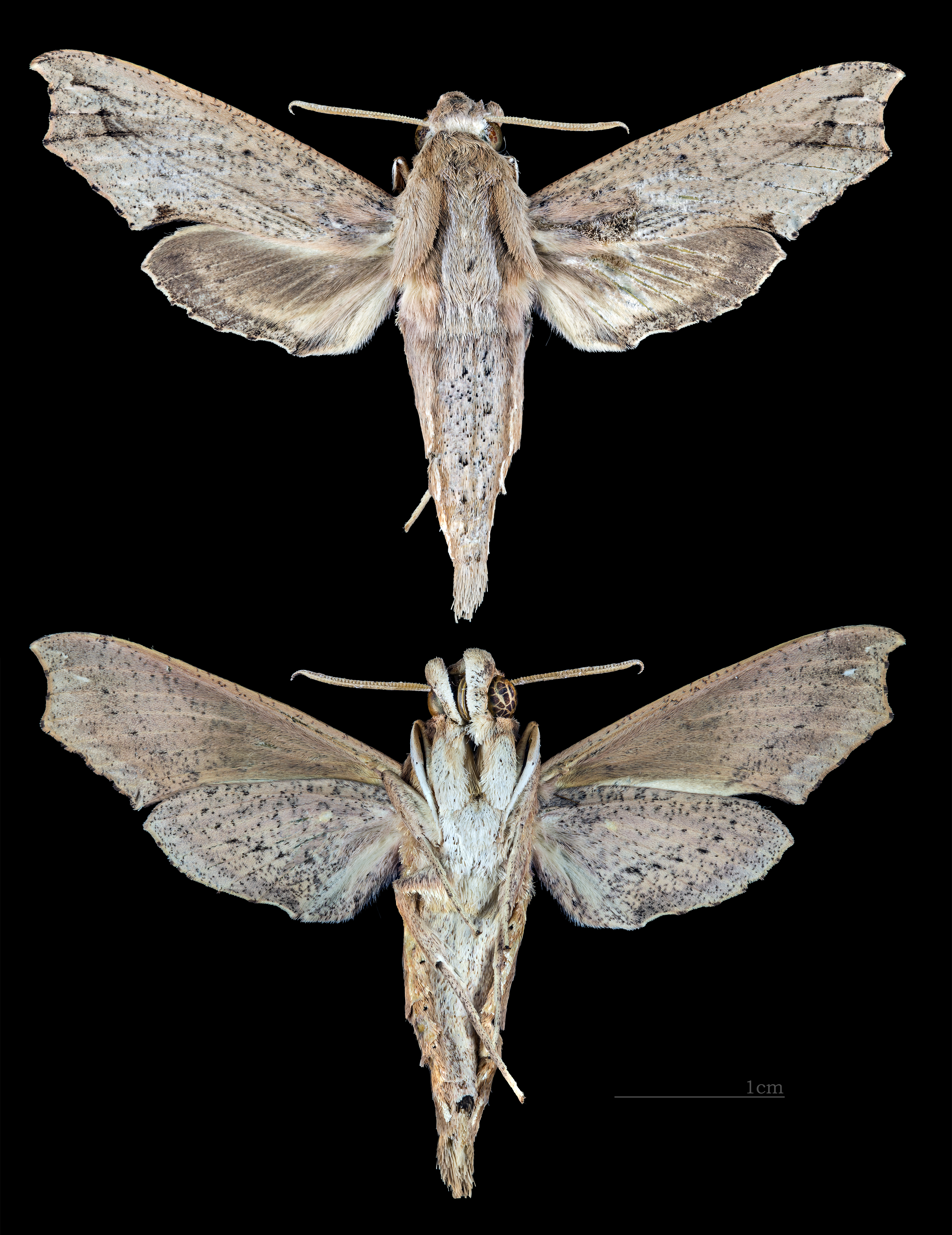
Eupanacra automedon
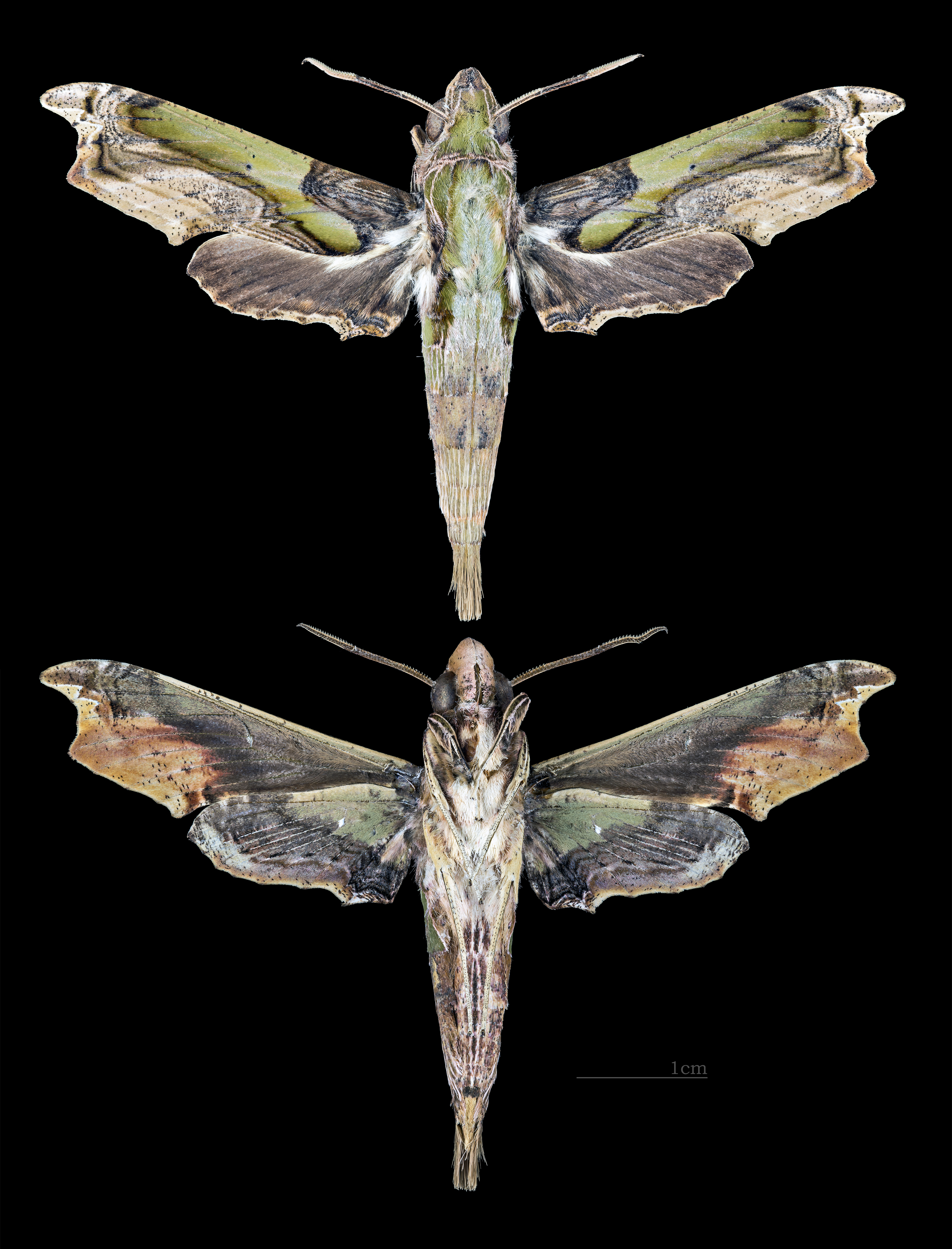
Eupanacra busiris
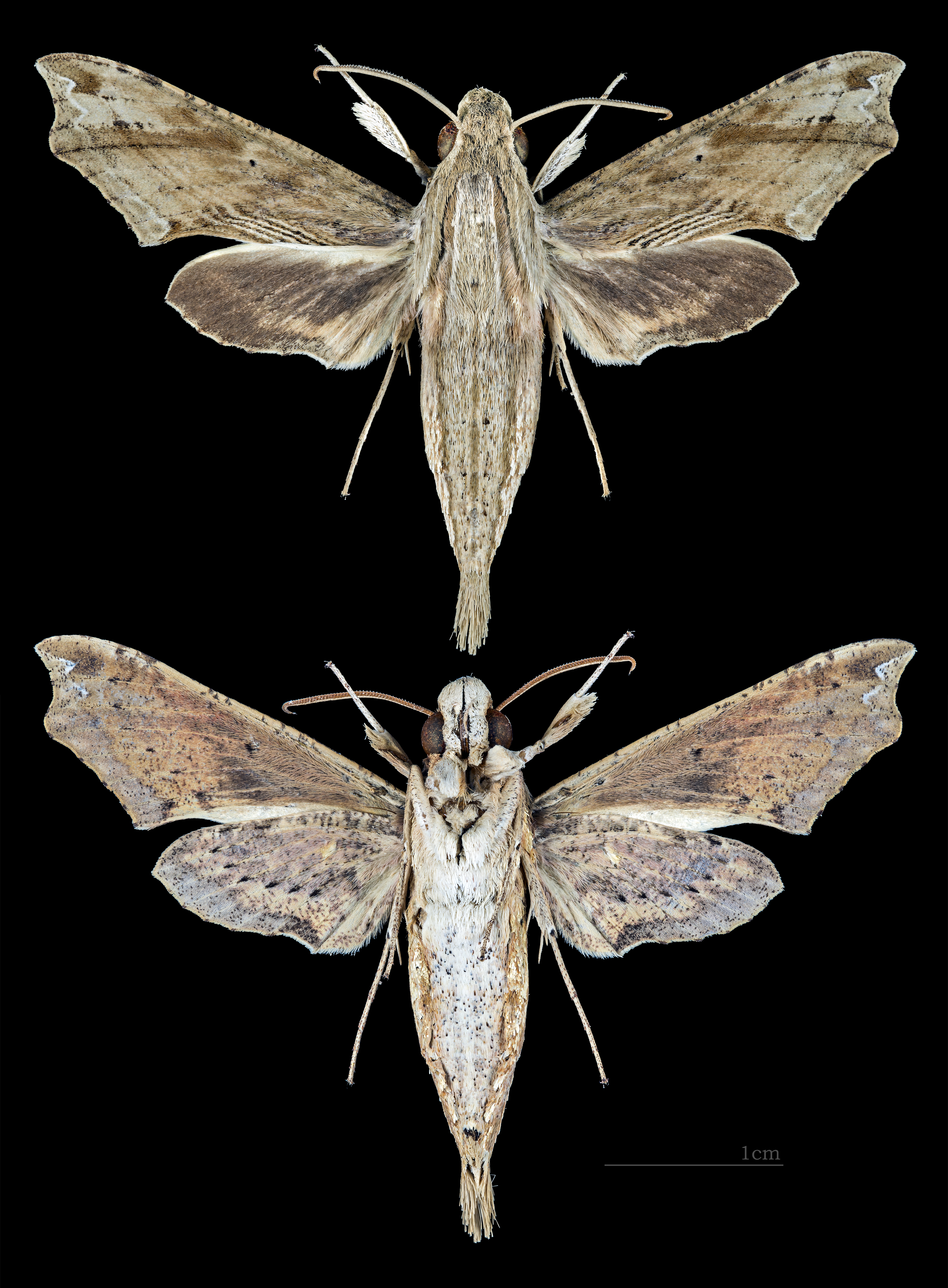
Eupanacra malayana
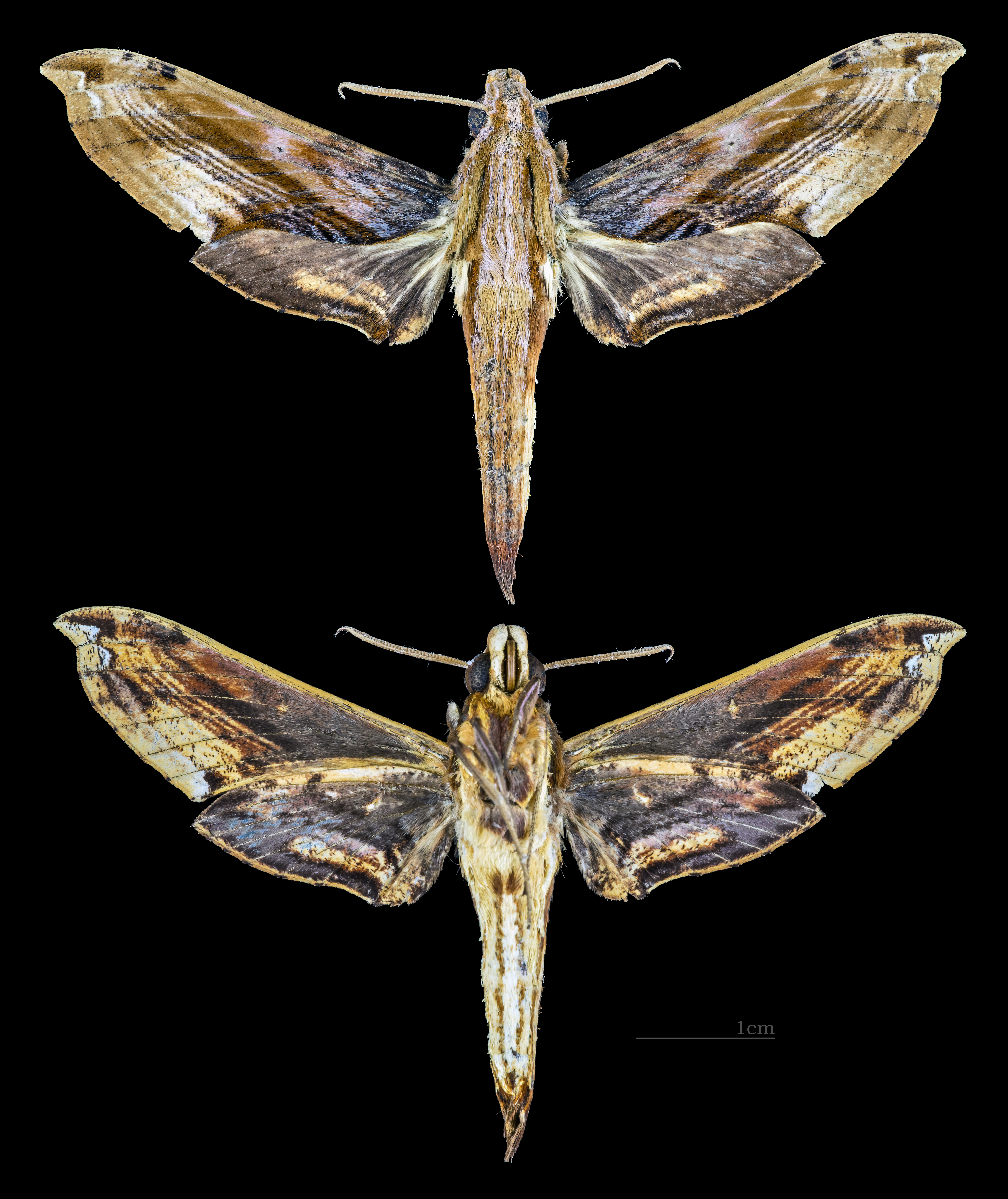
Eupanacra metallica
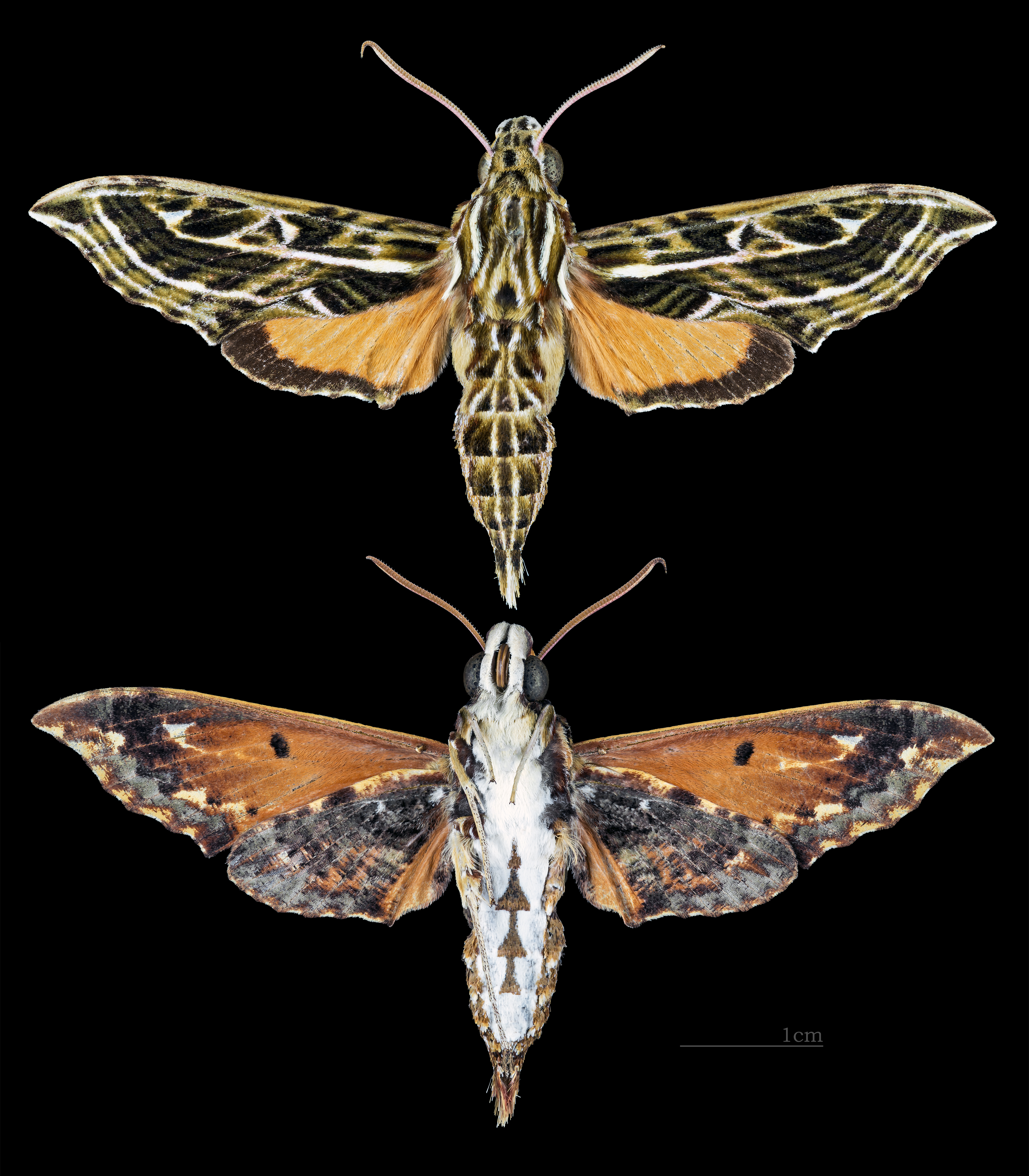
Eupanacra pulchella
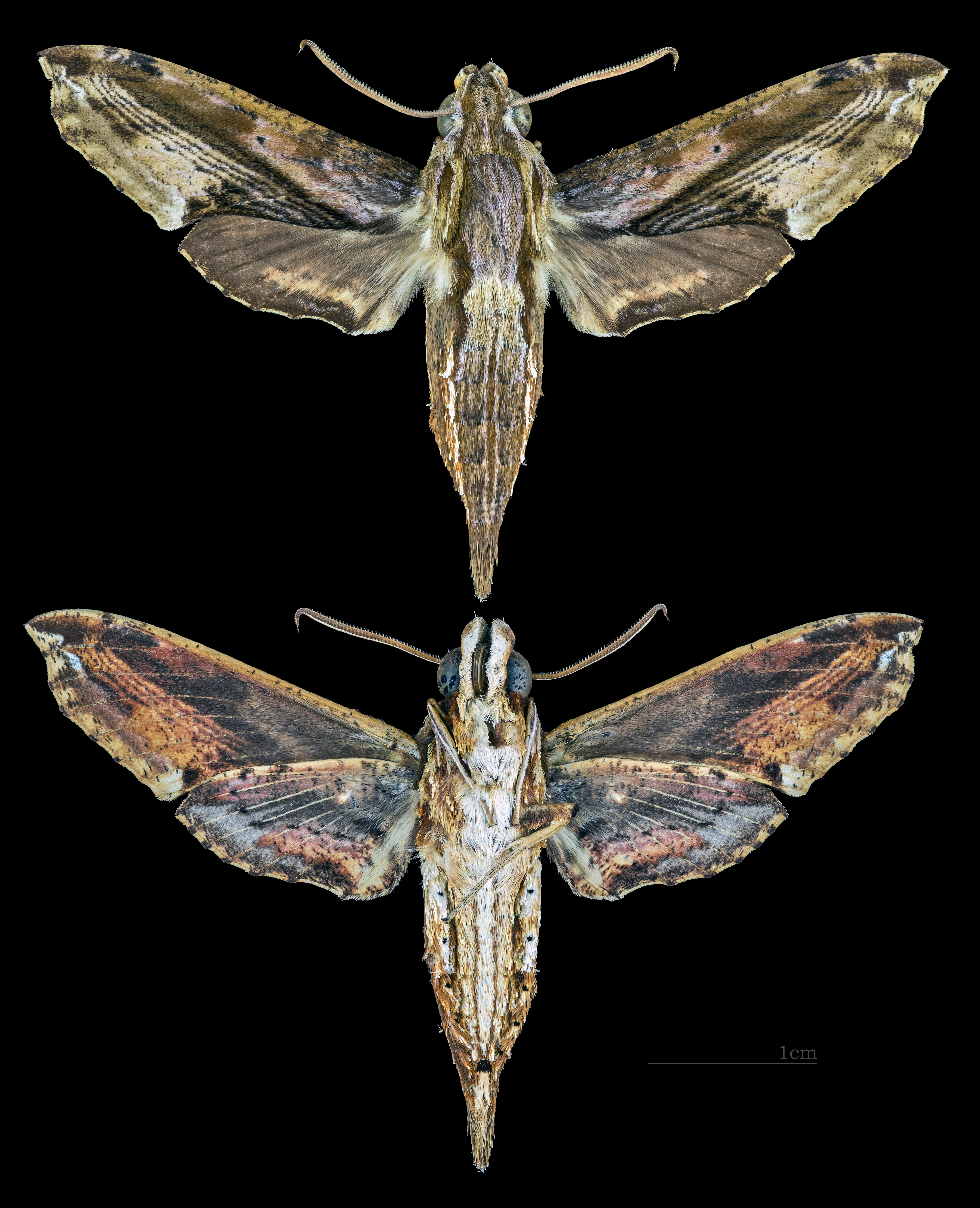
Eupanacra radians
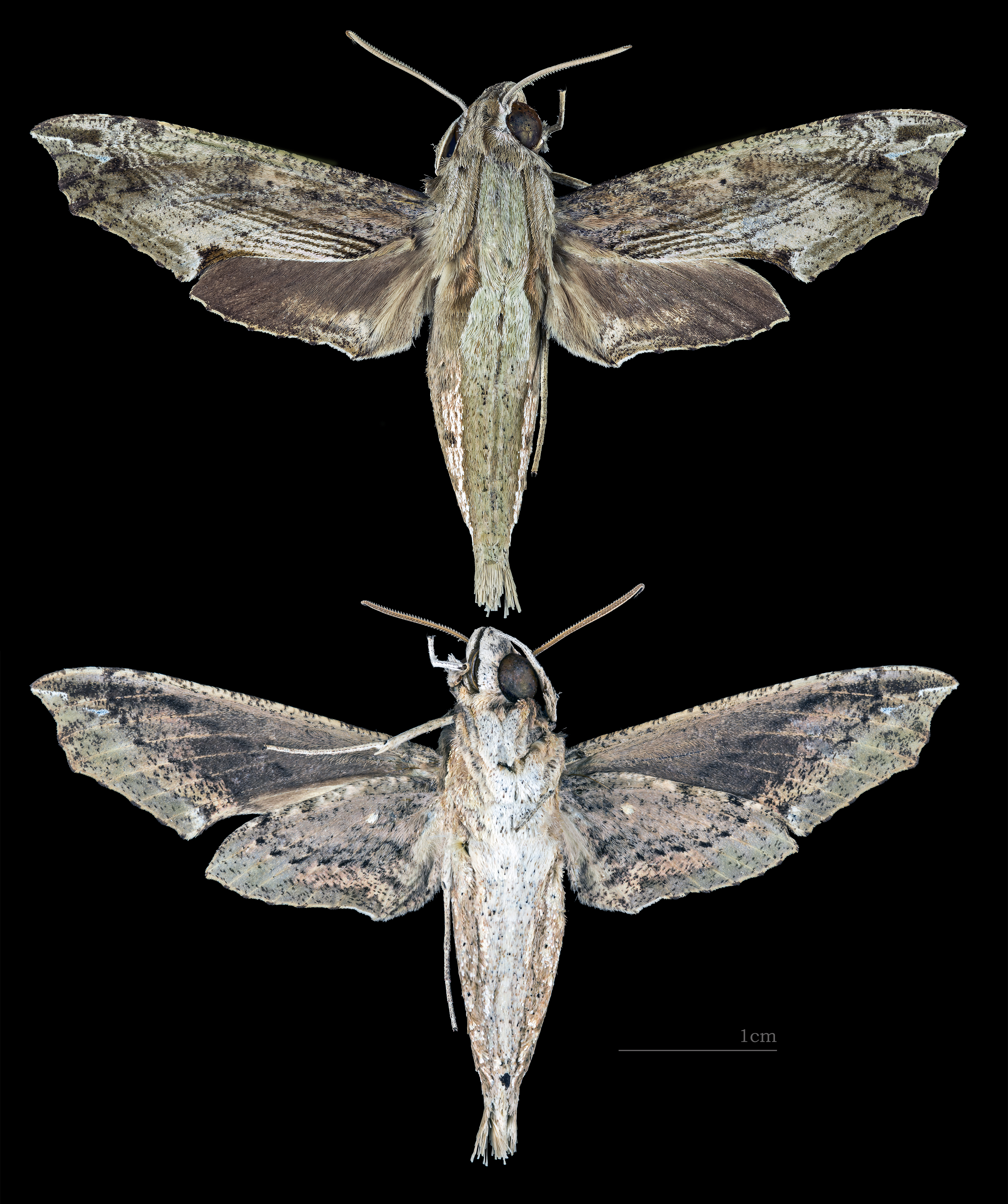
Eupanacra regularis
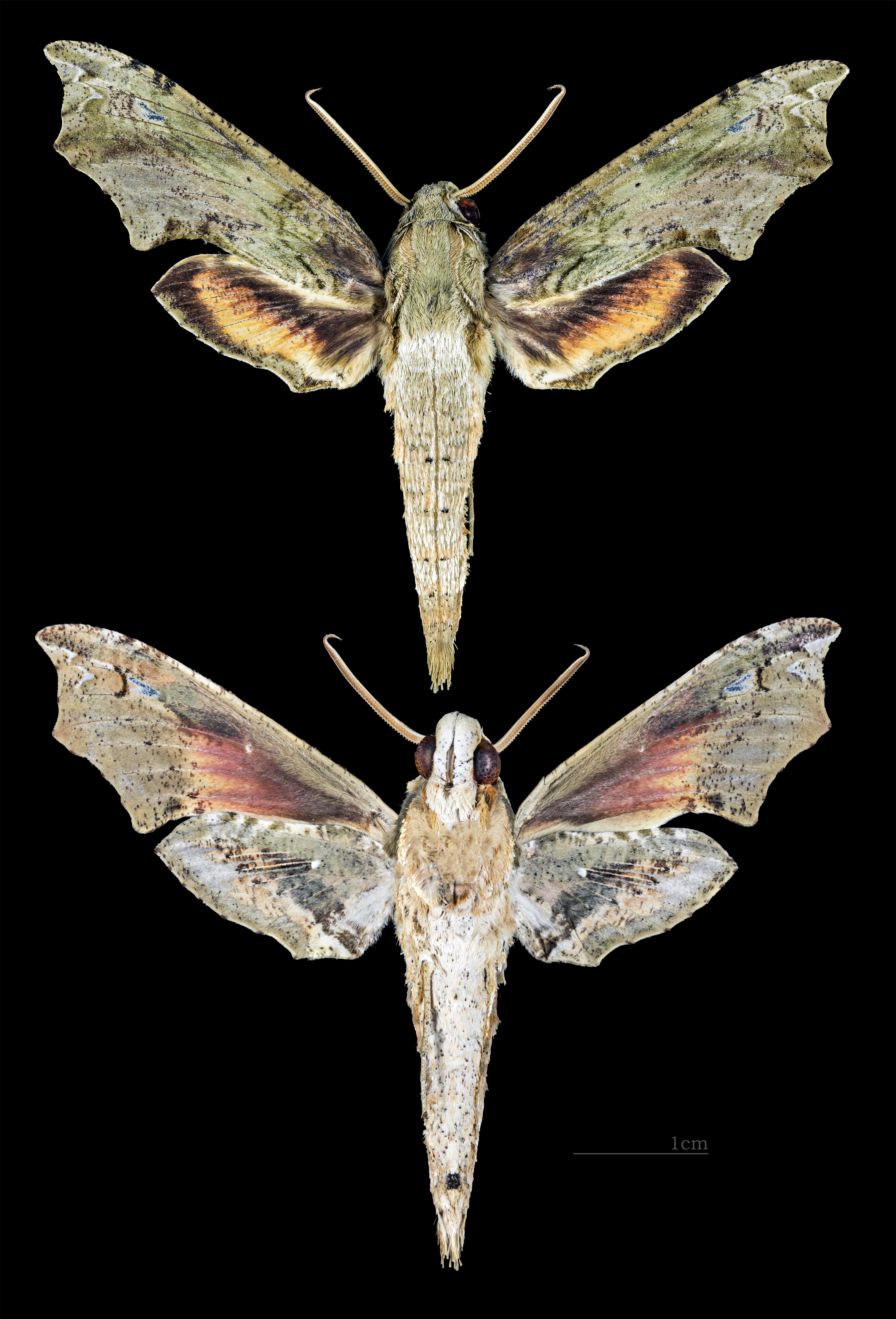
Eupanacra splendens